# Притча о тесных вратах

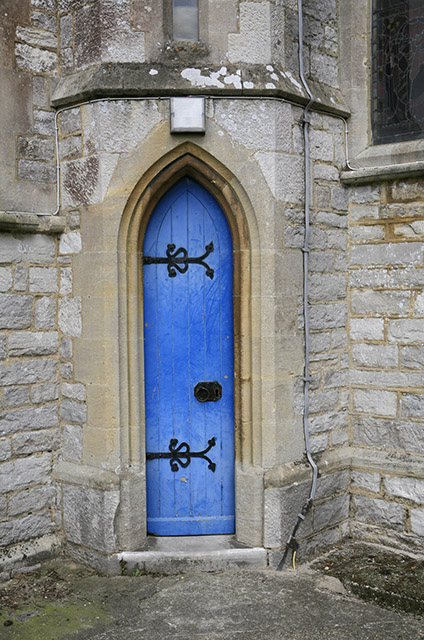
Узкая церковная дверь в Рингвуде (Ringwood), Великобритания

Притча о тесных (узких) вратах — библейская каноническая притча в новозаветном Евангелии от Луки (Лк. 13:24—29). Одна из тридцати притч четвероевангелия, которые авторы ЭСБЕ, поделив на 3 группы согласно внутреннему смыслу и отношению к проповеди о царстве Божием, определили в первую группу из шести притч, в которых рассматривается царство Божие в период его подготовления в Ветхом Завете (о виноградаре, о браке царского сына, о большом ужине, об узких вратах, о бесплодной смоковнице и о двух сыновьях).
Тесные врата упомянуты также в Евангелии от Матфея в главе «Не судите, да не судимы будете…» (Мф. 7:13—14).

## Евангельский текст
| Евангелие                                                   | Притча |
| ----------------------------------------------------------- | --- |
| От Луки (Лк. 13:24—29) 23Господи! неужели мало спасающихся? | 24…подвизайтесь войти сквозь тесные врата, ибо, сказываю вам, многие поищут войти, и не возмогут. 25Когда хозяин дома встанет и затворит двери, тогда вы, стоя вне, станете стучать в двери и говорить: Господи! Господи! отвори нам; но Он скажет вам в ответ: не знаю вас, откуда вы. 26Тогда станете говорить: мы ели и пили пред Тобою, и на улицах наших учил Ты. 27Но Он скажет: говорю вам: не знаю вас, откуда вы; отойдите от Меня все делатели неправды. 28Там будет плач и скрежет зубов, когда увидите Авраама, Исаака и Иакова и всех пророков в Царствии Божием, а себя изгоняемыми вон. 29 И придут от востока и запада, и севера и юга, и возлягут в Царствии Божием. 30И вот, есть последние, которые будут первыми, и есть первые, которые будут последними. |
| От Матфея (Мф. 7:13—14) 1Не судите, да не судимы будете…    | 13Входите тесными вратами, потому что широки врата и пространен путь, ведущие в погибель, и многие идут ими; 14потому что тесны врата и узок путь, ведущие в жизнь, и немногие находят их.15Берегитесь лжепророков… |

## Толкование
Во время путешествия Иисуса Христа в Иерусалим, когда Он проходил по городам и селениям и учил народ, некто, обратившись к Нему, сказал: «Господи! неужели мало спасающихся?» Христос отвечал, что врата неба тесны, и нужно сделать усилие, чтобы войти в них.
В русском языке примечательна поговорка «богатый, что скот рогатый, в тесные врата не пройдёт».
Древние славянские наставления делились на «врата» (главы), отсюда название апокрифа «Аристотелевы врата».

## Упоминание у Пушкина
…"Я вижу некий свет", — сказал я наконец.
«Иди ж,— он продолжал, — держись сего ты света;

Пусть будет он тебе единственная мета,

Пока ты тесных врат спасенья не достиг,
Ступай!» — И я бежать пустился в тот же миг.— «Странник» Александра Пушкина, 1835
«Странник» является вольным переложением начала 1-й главы прозаического произведения «Путешествие Пилигрима в Небесную страну» английского проповедника-баптиста Джона Беньяна (1628—1688).